# Tatarbunar
Tatarbunar, întâlnit și sub formele Tatar-Bunar și Tătărăști (în rusă Татарбунары, rareori Татар-Бунар sau Татарэшти, în turcă Tatarpınarı, în ucraineană Татарбунари, transliterat Tatarbunari) este orașul raional de reședință al raionului Tatarbunar din regiunea Odesa, Ucraina. În afara localității principale, nu cuprinde și alte sate. Este situat la o distanță de 165 km sud-vest de orașul Odesa și la 33 km nord de Delta Dunării.
Orașul este situat la o altitudine de 20 metri, la gura de vărsare a râului Cogâlnic în Lacul Sasic, în partea de vest a raionului Tatarbunar. Are 10,726 locuitori, în majoritate ucraineni.

## Istoric

### Începuturi
Așezarea Tatar-Bunar a fost fondată probabil în secolul al XVI-lea, în perioada când Principatul Moldovei se afla sub suzeranitatea Imperiului Otoman, iar Bugeacul era ocupat de turci. Acolo se afla o cetatea construită pe o stâncă, la poalele căreia curgea un pârâu. Denumirea sa provine de la cuvintele turcești "Tatar Pınar", în traducere „fântâna tătarului”.
Cronicarul Miron Costin (1633-1691) menționează ruinele cetății în cap. V "Aicea vine rândul să pomenim de cetățile ce se află aicea în țară la noi" din cronica sa De neamul moldovénilor, din ce țară au ieșit strămoșii lor (aproximativ 1687) în următoarea frază: "Să află și de greci făcute cetăți, cum este Turnul Neovtolem, o cetate pustie, îmi pare să fie pe Cogâlnic, în Bugeagŭ; tătarii și ai noștri îi dzic Tatar-Bunar, că Neoptolem este nume grecescŭ."
Cetatea este menționată de voievodul cărturar Dimitrie Cantemir în lucrarea sa Descriptio Moldaviae (Descrierea Moldovei), scrisă în limba latină în perioada 1714-1716. Ea este descrisă astfel: "Că această regiune trebuie să fi avut pe vremuri târguri destul de frumoase, stau mărturie ruinele vechilor zidiri care se mai găsesc ici și colo; printre altele, zidurile părăginite ale unei cetăți foarte vechi de pe malul Nistrului, numită azi Tatar-Punar, adică fântâna tătarilor. Aceasta se află pe o stâncă înaltă, de la poalele căreia țâșnește un izvor cu apă foarte limpede. Nu s-a putut însă găsi nimica săpat în piatră sau vreun semn din care să putem afla de cine a fost înălțată." .
În ceea ce privește originea acestor ruine, există mai multe ipoteze. Geograful german Johann Tunmann (1746-1778) credea că Tatar-Bunar a fost reședința cnezilor cumani, care era cunoscută sub numele de Carabuna, istoricul rus Pavel Svinin (1787-1839) susține că Tatar-Bunar este o rămășiță a cetăților mici de piatră, construite de neguțătorii genovezi după pătrunderea acestora în bazinul Mării Negre unde și-au instituit monopolul comercial, iar alții cred că fondatorii orașului sunt turcii și tătarii din Bugeac.
Cetatea a primit denumirea actuală în secolul al XVI-lea, atunci când tătarii crimeeni au cucerit satul. Datorită poziției sale geografice avantajoase, tătarii au transformat cetatea într-un loc de depozitare a prăzilor. Tatar-Bunarul a fost devastat în mod repetat. În apropierea orașului se termină valul lui Traian.
La mijlocul secolului al XVII-lea (mai precis între anii 1656-1666), călătorul și etnograful turc Evliya Çelebi (1611-1682) a călătorit la Marea Neagră. El indică faptul că cetatea a fost reconstruită în 1646 de către capudan-pașa (comandant al flotei turcești) Kenan Pașa, cu scopul de a proteja rutele caravanelor de atacurile tătarilor, care nu se recunoșteau ca vasali ai turcilor. Fortăreața aparținea de vilaietul Oceacov. Cetatea avea formă de patrulater cu patru turnuri la colțuri, cu un perimetru de 1.000 de pași. Intrarea se făcea printr-o poartă aflată pe latura de sud. Conform lui Çelebi, în cetate se aflau o moschee, un depozit de grâu și încăperi pentru o garnizoană de 150 de soldați. În apropierea cetății existau 200 case acoperite cu stuf în care locuia populația săracă, un han, o baie publică, vii și livezi. Guvernatorul local era responsabil cu paza drumurilor comerciale și cu perceperea taxelor vamale în piețele de sclavi..
În timpul războaielor ruso-otomane din 1768-1774 și 1787-1791, Tatar-Bunarul a fost ocupat de trupele ruse. La 22 septembrie 1770, cetatea Tatar-Bunar a fost cucerită de către trupele rusești conduse de colonelul Fiodor Denisov, apoi a revenit Porții Otomane prin Tratatul de la Kuciuk-Kainargi (1774). Până la sfârșitul secolului al XVIII-lea, în localitatea din jurul cetății se stabiliseră, pe lângă tătari și moldoveni, și țărani fugari ucraineni, rascolnici ruși și militari cazaci.

### Sub stăpânirea rusească
Prin Tratatul de pace de la București, semnat pe 16/28 mai 1812, între Imperiul Rus și Imperiul Otoman, la încheierea războiului ruso-turc din 1806 – 1812, Rusia a ocupat teritoriul de est al Moldovei dintre Prut și Nistru, pe care l-a alăturat Ținutului Hotin și Basarabiei/Bugeacului luate de la turci, denumind ansamblul Basarabia (în 1813) și transformându-l într-o gubernie împărțită în zece ținuturi (Hotin, Soroca, Bălți, Orhei, Lăpușna, Tighina, Cahul, Bolgrad, Chilia și Cetatea Albă, capitala guberniei fiind stabilită la Chișinău).
La începutul secolului al XIX-lea, conform recensământului efectuat de către autoritățile țariste în anul 1817, satul Tatarburnu făcea parte din Ocolul Achermanului a Ținutului Bender .
Ca urmare a anexării Bugeacului de către ruși, musulmanii turco-tătari au părăsit acest teritoriu și s-au stabilit în Dobrogea și în Bulgaria. Pentru a-și consolida stăpânirea asupra Basarabiei, autoritățile țariste au sprijinit stabilirea în sudul Basarabiei a familiilor de imigranți bulgari din sudul Dunării, rascolnici ruși și țărani ucraineni, aceștia primind terenuri de la ocupanții ruși ai Basarabiei.
În anul 1810 a fost construită în sat o biserică cu hramul "Adormirea Maicii Domnului", cum s-a întâmplat și în alte localități din regiunea de sud a Basarabiei. În 1816, în satul Tatarbunar locuiau 78 de familii formate din 365 de persoane. După numai doi ani, în 1818, numărul de locuitori crescuse la 901. Cele mai multe familii aveau în proprietate câte o casă de piatră construită cu materiale ce proveneau din demolarea clădirilor tătărilor. În 1816 a fost demolată și cetatea medievală, scăpând doar vechea baie orientală, transformată în moară de apă.
În urma Tratatului de la Paris din 1856, care încheia Războiul Crimeii (1853-1856), Rusia a retrocedat Moldovei o fâșie de pământ din sud-vestul Basarabiei (cunoscută sub denumirea de Cahul, Bolgrad și Ismail). Satul Tatarbunar a rămas pe teritoriul Rusiei. Cu timpul, localitatea s-a dezvoltat economic. În 1885 s-a deschis școala parohială cu clase de băieți și clase de fete.

### Perioada interbelică
În anul 1917, Republica Democratică Moldovenească și-a proclamat independența în granițele Basarabiei, incluzând și localitatea Tatarbunar.
După Unirea Basarabiei cu România la 27 martie 1918, satul Tatar-Bunar a făcut parte din componența României, ca localitate de reședință a Plasei Tatar-Bunar a județului Cetatea Albă. Ulterior, prin reorganizarea județului, satul Tătărăști (noua denumire a localității) a fost inclus în plasa Sărata, pierzându-și rolul de reședință de plasă. În perioada interbelică, au funcționat aici un azil de bătrâni și o societate pentru ajutorul săracilor .
Pe atunci, majoritatea populației era formată din ucraineni, existând și comunități mai mari de evrei, români și ruși. La recensământul din 1930, s-a constatat că din cei 7.628 locuitori ai satului, 4.665 erau ucraineni (61.16%), 1.194 evrei (15.65%), 901 români (11.81%), 710 ruși (9.31%), 68 bulgari (1.46%), 47 germani (1.27%), 9 polonezi, 5 greci, 4 cehi și 1 armean.
În anul 1924, localitatea a fost centrul revoltei țărănești armate instigate și susținute de către bolșevici, cunoscute sub denumirea de Răscoala de la Tatarbunar.
Ca urmare a Pactului Ribbentrop-Molotov (1939), Basarabia, Bucovina de Nord și Ținutul Herța au fost anexate de către URSS la 28 iunie 1940. După ce Basarabia a fost ocupată de sovietici, Stalin a dezmembrat-o în trei părți. Astfel, la 2 august 1940, a fost înființată RSS Moldovenească, iar părțile de sud (județele românești Cetatea Albă și Ismail) și de nord (județul Hotin) ale Basarabiei, precum și nordul Bucovinei și Ținutul Herța au fost alipite RSS Ucrainene. La 7 august 1940, a fost creată regiunea Ismail, formată din teritoriile aflate în sudul Basarabiei și care au fost alipite RSS Ucrainene . În componența regiunii respective a fost înființat și raionul Tatarbunar, cu reședința în localitatea omonimă.

### Perioada postbelică
În perioada 1941-1944, toate teritoriile anexate anterior de URSS au reintrat în componența României. În anul 1944, URSS a reocupat cele trei teritorii anexate în urma ultimatumului din 26 iunie 1940, iar sudul Basarabiei a fost integrat în componența RSS Ucrainene, conform organizării teritoriale făcute de Stalin după anexarea din 1940, când Basarabia a fost ruptă în trei părți.
În anul 1954, Regiunea Ismail a fost desființată, iar localitățile componente au fost incluse în Regiunea Odesa. Raionul Tatarbunar a fost menținut ca raion al noii regiuni. În anul 1978 Tatarbunar a obținut statutul de oraș.
Începând din anul 1991, orașul Tatarbunar a devenit centru administrativ al raionului omonim al regiunii Odesa din cadrul Ucrainei independente. În prezent, populația este formată preponderent din ucraineni.

## Evenimente importante din trecut

### Călătoria lui Pușkin

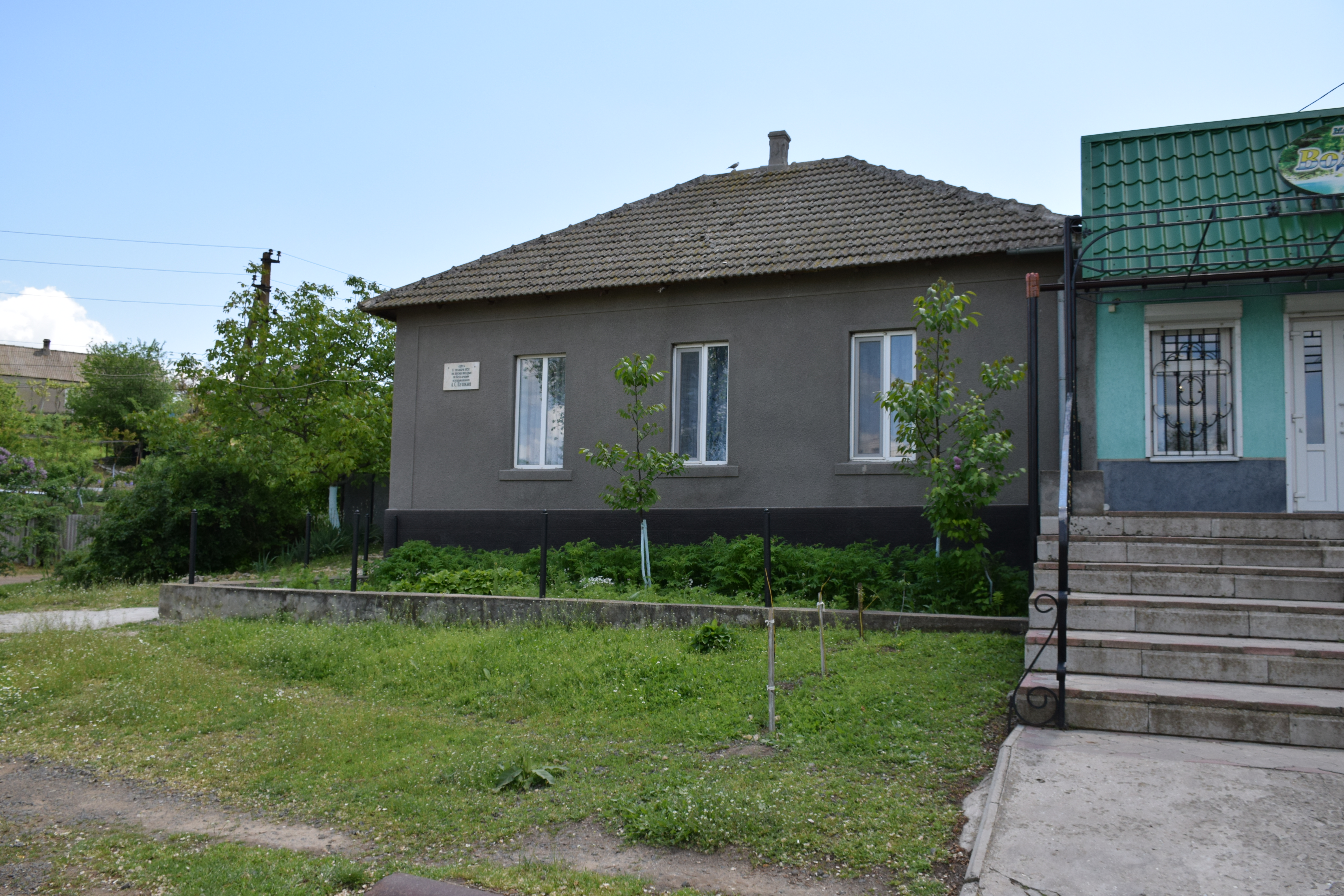
str. Melnicna nr. 2

La 17 decembrie 1821, marele poet rus Aleksandr Pușkin (1799-1837) a petrecut câteva ore în Tatarbunar, însoțindu-l pe colonelul și istoricul Ivan Liprandi (1790-1880) în călătoria sa oficială în Bugeac. Cu toate acestea, aceste ore s-au dovedit a fi foarte fructuoase.
"În Tatar-Bunar am ajuns în zori, - își amintea Liprandi - și s-a oprit să se odihnească și să mănânce. În timp ce bucătarul ne gătea puiul, am mers la fântână, și Pușkin a scris ceva, ca de obicei - pe o bucată mică de hârtie, și indiferent cât era de mototolită în buzunare, a scos-o din nou, s-a uitat pe ea, și eu nu l-am întrebat ce scrie, și el, știind că eu nu sunt un cunoscător în ale poeziei, nu a spus nimic. Îmi amintesc foarte bine că a regretat că nu a adus cu el niște volume de Ovidiu ... ". Pușkin scria prima variantă a poemului "Către Ovidiu"; el a vizitat Tatar-Bunarul la 17 decembrie 1821 și textul final al poeziei a apărut imediat după întoarcerea sa în Chișinău la 26 decembrie. Poetul știa "că Ovidiu nu a putut fi alungat de Augustus pe malul stâng al Dunării", dar a afirmat că legendele că poetul antic ar fi fost exilat la Tomis și apoi la Cetatea Albă nu l-au lăsat indiferent, cauzându-i meditații pe această temă.
Pușkin și Liprandi au ajuns într-un oraș mic, dar interesant. Poetul rus a văzut ruinele băilor și "fântâna", cunoscând probabil versiunea legendei mai-sus menționate. Această baie exotică funcționa încă la începutul secolului al XX-lea, fotografii ale sale fiind publicate în ghidurile despre Basarabia. Fântâna l-ar fi inspirat pe Pușkin în scrierea poemului "Fântâna din Bahcisarai" (1824), tot pe baza unei legende din sudul Basarabiei.
Astăzi, pe o casă  mică de pe str. Dimitrov nr. 2 se află o placă de marmură cu inscripția: "Aici, la 17 decembrie 1821, în timpul deplasării spre Basarabia s-a oprit A.S. Pușkin", care amintește de vizita lui Pușkin în oraș.

## Răscoala de la Tatarbunar

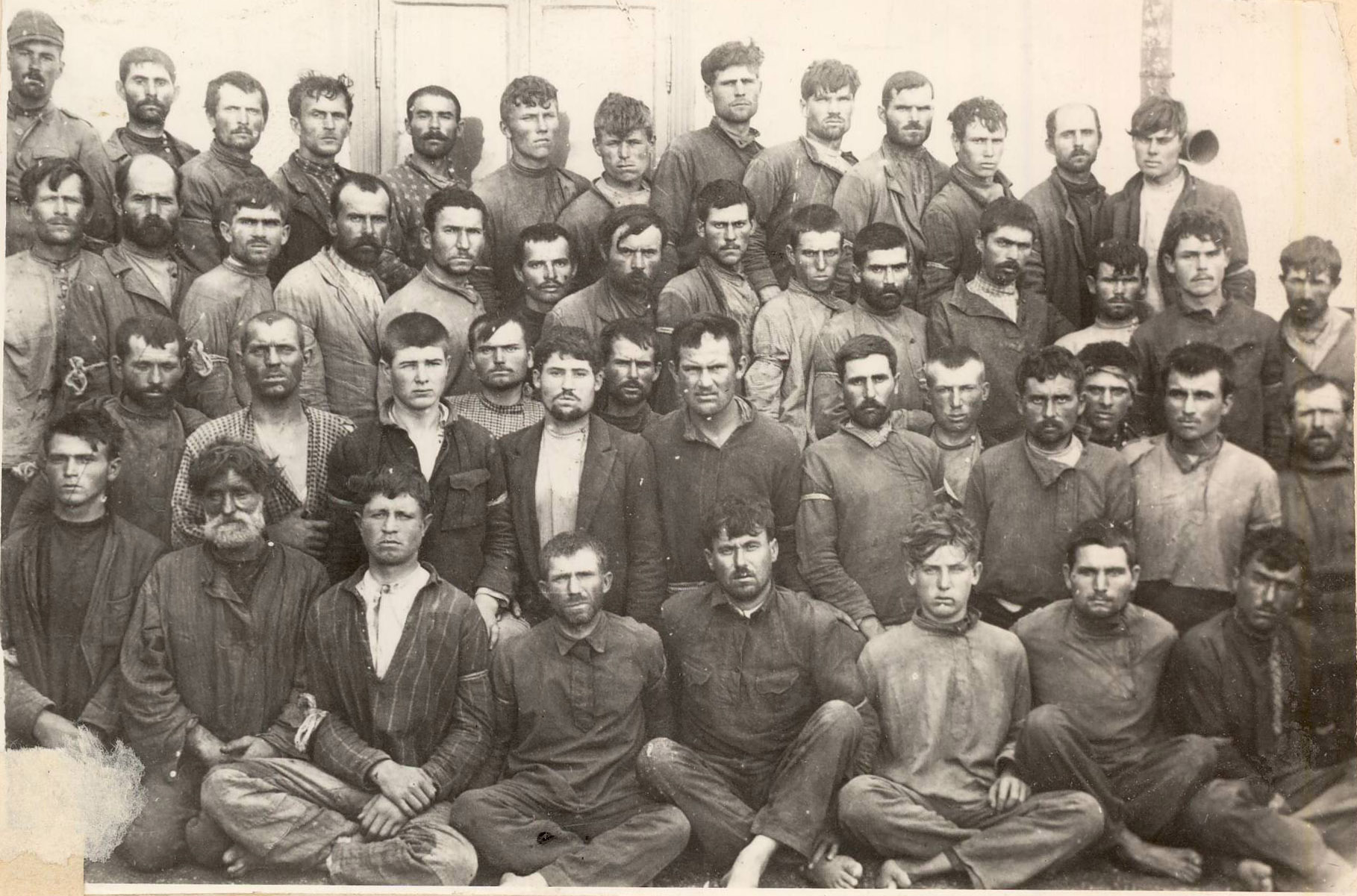
Un grup de răsculați din Tatarbunar (septembrie 1924).

La 15 septembrie 1924, a izbucnit la Tatarbunar o revoltă armată împotriva autorităților române, sub conducerea organizațiilor comuniste din Basarabia, în frunte cu Andrei I. Kliușnikov (cunoscut sub pseudonimul Nenin). La 16 septembrie, rebelii au preluat puterea în sat. S-a format un Comitet Revoluționar, care a proclamat stabilirea puterii sovietice în Basarabia.
Unul dintre cauzele răscoalei a fost nemulțumirea țăranilor față de politica agrară a guvernului român, în special față de reforma agrară din 1921. Un alt element declanșator al răscoalei a fost și seceta din vara anului 1924, care a cauzat foamete în sudul Basarabiei.
La 17 septembrie 1924, răscoala s-a răspândit în aproape toate partea de sud a Basarabiei. Numărul persoanelor răsculate s-a ridicat la 4.000-6.000 de persoane, care proveneau din satele Cișmele, Achmanghit, Nerușai, Mihăileni Galilești și erau de etnie ucraineană, rusă, bulgară, găgăuză etc. Rebeliunea nu a fost susținută de țăranii români din Basarabia și de coloniștii germani. Rebelii au creat autorități sovietice - comitete revoluționare, unități de miliție populară și Gărzile Roșii.
Pentru înăbușirea rebeliunii, Guvernul României a trimis trupe de artilerie din Corpul III al Armatei Române și o unitate de marină. Primele unități militare au ajuns acolo la 17 septembrie 1924. S-au dus lupte între răsculați și unitățile militare, în urma cărora au murit sute de rebeli, iar 489 au fost arestați. După patru zile, au fost potolite și celelalte focare ale răscoalei.
În perioada 24 august - 2 decembrie 1925, timp de mai bine de trei luni (103 zile), s-a desfășurat la Chișinău procesul participanților la revolta armată de la Tatarbunar (denumit de presă "Procesul celor 500"). În cursul procesului, au fost anchetate peste 500 de persoane arestate, dintre care 287 au fost inculpate. Procesul a atras o puternică propagandă sovietică, precum și atenția opiniei publice internaționale; personalități ale științei și culturii ca Mihail Sadoveanu, Petre Constantinescu-Iași, Romain Rolland, Maxim Gorki, Paul Langevin, Theodore Dreiser, Albert Einstein, Upton Sinclair, George Bernard Shaw, Louis Aragon, Thomas Mann ș.a., au luat apărarea inculpaților.
După finalizarea procesului, majoritatea celor arestați au fost achitați de către instanța de judecată. Un număr de 85 rebeli au fost condamnați la pedepse cu închisoarea: majoritatea la pedepse între 6 luni și 6 ani, doi la 15 ani muncă silnică și unul la muncă silnică pe viață.
Răscoala de la Tatarbunar a servit ca element de inspirație pentru filmul Mânia (1974) regizat de Nicolae Ghibu. A fost reprezentată în picturile cu același nume realizate de pictorii moldoveni Mihail Grecu și Serghei Osicenco. Bogdan Istru a fost distins cu Premiul de Stat al Republicii Moldova (1976) pentru poezia "Tatar-Bunar", despre Răscoala de la Tatar-Bunar din 1924.

## Personalități
- Șico Aranov (1905-1969) - dirijor și compozitor evreu din RSS Moldovenească, fondator și lider al orchestrei de jazz "Bucuria", artist al poporului
- Ivan Barinov (1922-1944) - locotenent rus, decorat cu Ordinul Lenin și cu Ordinul Steaua Roșie, Erou al Uniunii Sovietice; a murit în luptele pentru ocuparea orașului Tatarbunar la 24 august 1944
- Pavel Berkov (1896-1969) - critic literar sovietic, bibliograf, bibliologist, istoric literar specializat în domeniul literaturii ruse din secolul al XVIII-lea, membru corespondent al Academiei de Științe a URSS (1960) și al Academiei Germane de Științe (1967); a copilărit la Tatarbunar și apoi a lucrat ca profesor de sport la școala din sat (1918-1920)
- Aleksandr Pavlovski (1861-1923) - inginer civil, arhitect, rector al Intitutului de Inginerie Civilă din Sankt-Petersburg, membru al Societății Arhitecților din Petersburg (1893)
- Ion Vetrilă (1923-1941) - revoluționar comunist anarhist român, fondator al organizației Haiducii lui Cotovschi

## Populație
- 1930 -  7.628 (recensământ)
- 1989 - 11.567 (recensământ) [11]
- 2001 - 10.797 (recensământ)
- 2005 - 10.726 (estimare)
- 2013 - 10.992 (estimare)

## Demografie
Componența lingvistică a orașului Tatarbunarî
     Ucraineană (84,64%)
     Rusă (7,85%)
     Bulgară (3,58%)
     Română (2,47%)
     Alte limbi (0,88%)
Conform recensământului din 2001, majoritatea populației orașului Tatarbunarî era vorbitoare de ucraineană (84,64%), existând în minoritate și vorbitori de rusă (7,85%), bulgară (3,58%) și română (2,47%).